# Duje Čop
Duje Cop (n. 1 februarie 1990, Vinkovci, Vukovar-Srijem, Croația) este un fotbalist profesionist croat care joacă pe postul de atacant pentru Real Valladolid, fiind împrumutat de la Standard Liège.

## Cariera pe echipe

### Hajduk Split / Nacional
Čop a devenit fotbalist profesionist în sezonul 2007-2008, la numai 17 ani, ajutând-o pe Hajduk Split să ajungă pe locul cinci în prima ligă. În primul său sezon ca profesionist la Hajduk, el a jucat în 15 meciuri și a marcat 2 goluri. În iulie 2008, la sfârșitul sezonului, s-a alăturat echipei Nacional din Portugalia.
Rar folosit în timpul singurului său sezon în Madeira (174 de minute în meciurile oficiale), Čop și-a făcut debutul în Primeira Liga la 24 ianuarie 2009 într-o remiză scor 1-1 împotriva lui Sporting Clube de Portugal. La 6 aprilie a marcat singurul său gol în fotbalul portughez, înlocuindu-l pe Mateus în prelungirile cu Rio Ave și încheind cu o victorie de 3-0.
El s-a întors ulterior la Hajduk, fiind puțin folosit în cursul a două sezoane.

### RNK Split
În iulie 2011, Čop și-a încheiat contractul cu Hajduk și a semnat un acord pe patru ani cu RNK Split. El și-a făcut debutul pentru echipă într-un meci de calificare în UEFA Europa League împotriva echipei slovene Domžale, marcând un gol în victoria din deplasare. El a marcat, de asemenea, un alt gol împotriva aceleiași echipe în retur.

### Dinamo Zagreb
În iunie 2012, s-a transferat la campioana en-titre GNK Dinamo Zagreb. A început sezonul cu un gol împotriva lui Sheriff Tiraspol în meciul de calificare în UEFA Champions League care a avut loc pe stadionul Maksimir. El a înscris un alt gol important pentru Dinamo Zagreb în Liga Campionilor 2012-2013, în meciul de play-off cu Maribor. El a jucat în șase meciuri în grupele competiției. La 18 februarie 2013, a marcat primul său hat-trick pentru Dinamo Zagreb într-un  derby cu Rijeka. El a terminat sezonul de Prva HNL 2013-2014 cu 22 de goluri, fiind cel mai bun marcator al acelei ediții de campionat.

### Cagliari Calcio
La 11 ianuarie 2015, Čop s-a transferat la clubul italian Cagliari. A debutat trei zile mai târziu, jucând 90 de minute într-o înfrângere scor 2-1 în deplasare cu Parma în optimile Coppaei Italia 2014-2015. Pe 24 ianuarie a marcat primul său gol în Serie A, într-o victorie acasă cu 2-1 cu Sassuolo, intrând pe teren în locul lui Samuele Longo. La 26 aprilie a marcat de două ori pentru echipa sardiniană care se bătea la retrogradare și care a reușit să câștige cu 3-1 în fața Fiorentinei; el a dat patru goluri în 16 meciuri, însă nu a reușit să-și salveze echipa de la retrogradare.

#### Málaga (împrumut)
Pe 16 iulie 2015, Čop a fost împrumutat la Malaga pentru un sezon. El a debutat la La Liga pe 21 august, în prima etapă de campionat cu echipa andaluză Sevilla. Pe 13 decembrie, Čop a marcat primul gol pentru Boquerones, care avea să fie și golul victoriei, în al 87-lea minut al partidei încheiate cu scorul de 2-1 cu Rayo Vallecano. În aceeași zi, a anunțat că va pleca dacă nu va prinde mai multe minute de joc.

#### Sporting Gijón (împrumut)
În vara anului 2016, Čop a fost împrumutat la Sporting de Gijón. La 26 noiembrie, a ratat un penalty într-o înfrângere scor 2-1 împotriva lui Real Madrid.

### Standard Liege
La 17 martie 2018, Čop a jucat în partida câștigată de Standard Liège cu Genk scor 1-0 în prelungirile din finala Cupei Belgiei din 2018, ajutându-și echipa să se califice în UEFA Europa League.

#### Valladolid (împrumut)
La 19 august 2018 Čop a fost de acord cu un acord de împrumut de un an la Real Valladolid.

## Cariera la națională
Čop a debutat la naționala mare a Croației la 4 septembrie 2014, înlocuindu-l pe Luka Modrić pentru ultimele 30 de minute ale unei victorii cu 3-0 asupra Ciprului la Pula.
El a jucat un meci în campania de succes de calificare a Croației pentru UEFA Euro 2016, împotriva Bulgariei la 10 octombrie 2015, când a intrat în locul lui Marko Pjaca și a fost eliminat la finalul unei victorii scor 3-0 pentru un fault asupra lui Strahil Popov.
Čop a făcut parte din echipa Croației la Euro 2016 și a debutat în grupele Campionatului European în victoria, scor 2-1 obținută în fața Spaniei. El a marcat primul său gol internațional într-o victorie dintr-un amical, scor 3-0 cu Irlanda de Nord pe 15 noiembrie 2016.
În mai 2018 a fost numit în lotul lărgit de 32 de jucători ai Croației pentru Campionatul Mondial din 2018 din Rusia, dar nu a fost inclus în lotul final de 23 de jucători.

## Goluri la națională
Rubrica scor indică scorul după golul marcat de Čop.
| Nr | Dată              | Stadion                                                                | Adversar        | Scor | Rezultat | Competiție |
| -- | ----------------- | ---------------------------------------------------------------------- | --------------- | ---- | -------- | ---------- |
| 1. | 15 noiembrie 2016 | Windsor Park, Belfast, Irlanda de Nord                                 | Irlanda de Nord | 2 -0 | 3-0      | Amical     |
| 2. | 27 mai 2017       | Los Angeles Memorial Coliseum, Los Angeles, Statele Unite ale Americii | Mexic           | 1 -0 | 2-1      | Amical     |

## Viața personală
Tatăl lui Dop, Davor, a fost, de asemenea fotbalist și a jucat tot ca atacant. A jucat pentru șase sezoane la Hajduk Split în anii '70 și '80.

## Titluri

### Club
Hajduk Split
- Cupa Croației: 2009-2010

Dinamo Zagreb
- Prva HNL: 2012-2013, 2013-2014
- Supercupa Croației: 2013

Standard Liège
- Cupa Belgiei: 2017-2018[22]

### Individual
- Prva HNL Golgheter: 2013-2014
- Fotbalistul croat al anului: 2013-2014